# 出会い街角エトランゼ
『出会い街角エトランゼ』（であいまちかどエトランゼ）は、1986年4月18日から1987年3月27日までテレビ東京で放送されていたテレビ東京製作の紀行番組である。放送時間は毎週金曜 20:00 - 20:54 （日本標準時）。
毎回女優が世界各地の都市を訪れていた番組で、現地在住者たちと同じ生活をしながらその国の良さを紹介していた。

## 出演者
- 秋吉久美子
- 酒井和歌子
- かたせ梨乃
- 岸本加世子
- あべ静江
- 相本久美子
- 生田悦子
- 萩尾みどり
- あいはら友子
- 神保美喜
- 鮎川いずみ
- 富司純子
- ほか